# Sundské ostrovy

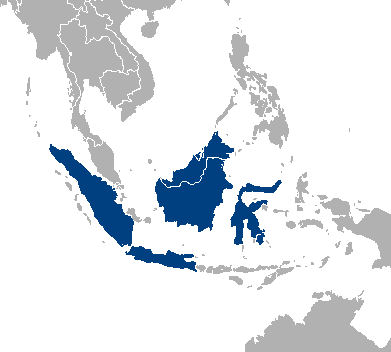
Poloha Velkých Sund

Sundské ostrovy jsou skupina ostrovů v Malajském souostroví. Dělí se na Velké Sundy a Malé Sundy. Politicky jsou ostrovy rozděleny mezi Brunej, Indonésii (která zabírá většinu ostrovů), Malajsii a východní Timor.

## Velké Sundy
- Borneo (Kalimantan)
- Celebes (Sulawesi)
- Jáva
- Sumatra

## Malé Sundy

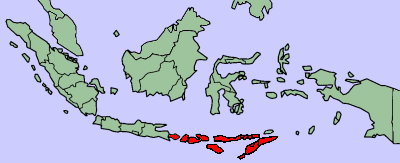
Poloha Malých Sund

- Adonara
- Alor
- Bali
- Flores
- Komodo
- Lombok
- Palu'e
- Pantar
- Rote
- Solor
- Sangeang
- Savu
- Sumba
- Sumbawa
- Timor